# Sonu Kyong-sun
Sonu Kyong-sun (28 de setembro de 1983) é uma futebolista norte-coreana que atua como defensora.

## Carreira
Sonu Kyong-sun integrou o elenco da Seleção Norte-Coreana de Futebol Feminino, nas Olimpíadas de 2008. 